# Cao Bằng
Cao Bằng wymowaⓘ – miasto w północnym Wietnamie, w regionie Północny Wschód. Stolica i największe miasto prowincji Cao Bằng. Miasto położone jest nad rzeką Bằng Giang, około 30 km od granicy z Chinami.